# Sobu (Zangilan)
Sobu est un village de la région de Zangilan en Azerbaïdjan.

## Histoire
En 1993-2020, Sobu était sous le contrôle des forces armées arméniennes. Le 9 novembre  2020, le village de Sobu a été restitué sous le contrôle de l'Azerbaïdjan.